# Garrigue
Pour l’article ayant un titre homophone, voir Garrigues.

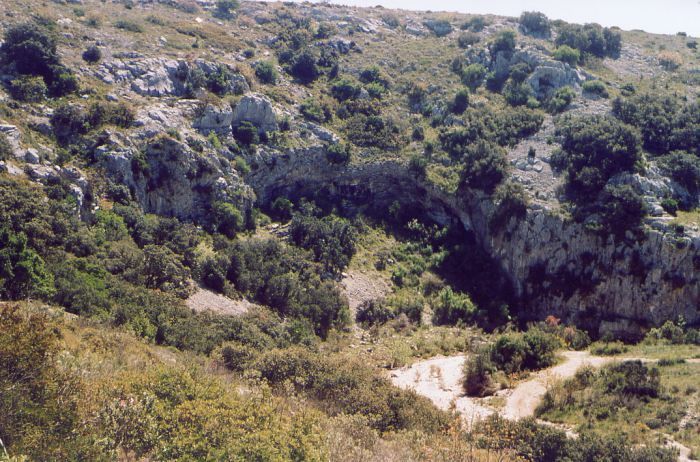
Paysage de garrigue dans le Languedoc.

En botanique, la garrigue (du provençal garriga) est une formation végétale caractéristique des régions méditerranéennes, proche du maquis. Selon l'École agronomique de Montpellier, la garrigue est au calcaire ce que le maquis est aux terrains siliceux. L'École agronomique de Toulouse associe le terme de garrigue à l'étagement de végétation. Garrigue et maquis peuvent être réunis sous un même vocable : le matorral qui constitue une sère d'une succession régressive due au passage récurrent du feu, correspondant généralement à un écosystème forestier dégradé, parfois à un réembroussaillement d'anciennes pâtures ou de terres cultivées laissées à l'abandon.

## Étymologie
Le terme est attesté tardivement en français (1544) garrigues « landes ». C'est un emprunt au provençal garrigo « garrigue », cf. latin médiéval garrica, garriga dep. 817 [Couserans] et jusqu'au milieu du XIIe siècle, dans tout le domaine d'oc cf. le masculin correspondant : a. provençal garric « chêne kermès » 1177, auquel correspond, dans le sud du domaine d'oil, jarrie (1150-1180 francoprovençal « chêne kermès ») ; ancien français « terre inculte » ca 1315. Toponyme La Jarrie, cf. aussi les toponymes cités par Auguste Longnon, notamment en Charente-Maritime, Loire-Atlantique et Touraine ; cf. l'a. fr. jarris (-icius v. -is) ca 1170 « bâton taillé dans du bois de chêne kermès » . Ces mots se rattachent à un vaste ensemble lexicologique désignant des plantes épineuses et des terres incultes, et dont on relève les représentants de la péninsule Ibérique à l'Italie du Sud. Cet ensemble serait dérivé d'un type préroman, voire préceltique, *carra- pour l'identification duquel les avis divergent : une base préromane * carra- « pierre » (d'où le dérivé gascon carroc, garroc « rocher »), les sols pierreux donnant naissance à une végétation rabougrie et épineuse ; ou encore, notamment pour des raisons phonétiques, une autre base préromane, *karr- « chêne » (d'où les dénominations de plantes épineuses de landes, qui se démarquent de la base préromane *karri- « pierre »).

## Localisation
Cette formation, qui s'établit dans les massifs calcaires en terrain sec et filtrant, résulte en général de la dégradation des milieux par anthropisation de la forêt de Chêne Pubescent originelle.
En France, elle occupe environ 400 000 hectares, principalement en Provence et dans le Languedoc.

## Histoire
La garrigue n'a pas toujours été ce « désert » aride livré aux promeneurs que nous voyons. Autrefois elle était le lieu d'une importante activité par les garriguaires ou garrigaires.
Sans parler des nombreux vestiges préhistoriques et médiévaux (mégalithes, châteaux forts, cavernes fortifiées par les camisards, ermitages...), des troupeaux de chèvres ou de moutons y paissaient, les bergers utilisèrent le feu afin de conserver les milieux ouverts, des verriers alimentèrent leurs fours avec son bois dès le Moyen Âge, des bouscatiers y coupaient puis brûlaient le bois pour livrer les villes en charbon, des chaufourniers y bâtirent leurs fours à chaux près des zones les plus boisées, des ruscaïres (écorceurs) y prélevaient plusieurs types d'écorces à destination des tanneurs, des équipes entières de ramasseurs y récoltaient la lavande sauvage, l'aspic, et la ramenaient pour la distiller, une foule de petits propriétaires y défrichaient un arpent pour y planter des oliviers ou de la vigne, l'épierrèrent et y construisirent des terrasses et ces cabanes en pierre sèche que l'on appelle communément capitelles  dans le Gard et l'Hérault ou bories à l'est du Rhône, notamment en Vaucluse et dans les Bouches-du-Rhône. 
Toute cette ancienne activité a périclité avec l'avènement de la révolution industrielle puis l'exode rural. Le défrichement par l'homme et les troupeaux a progressivement cessé, la végétation regagnant tant bien que mal du terrain, de nombreux chemins se sont refermés et la plupart des constructions de pierre sèche échappent désormais au regard.

## La garrigue vue par les écrivains
- « Au pont Saint-Nicolas (la route) traversait le Gardon ; c’était la Palestine, la Judée. Les bouquets de cistes pourpres ou blancs chamarraient la rauque garrigue, que les lavandes embaumaient. Il soufflait par là-dessus un air sec, hilarant, qui nettoyait la route en dépoussiérant l'alentour. (…) Aux abords du Gardon croissaient des asphodèles et, dans le lit même du fleuve, presque partout à sec, une flore quasi tropicale » (André Gide, Si le grain ne meurt, 1926).

- « La Garrigue, c'est un grand plateau, remué de combes vertes et mystérieuses que découpent de grandes falaises gris clair, où bavent par endroit des coulées d'argile rouge » (Gérard  Joyon, L'Appel de la Garrigue, 1989).

## Quelques espèces végétales

### Arbres

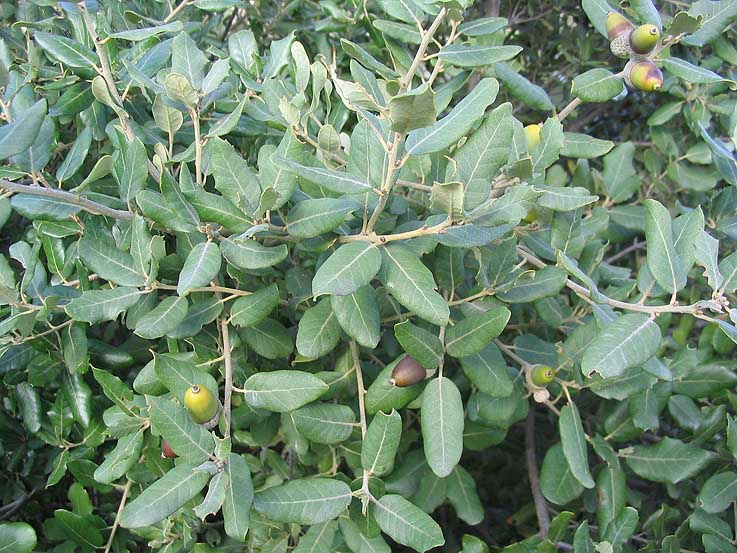
Chêne vert
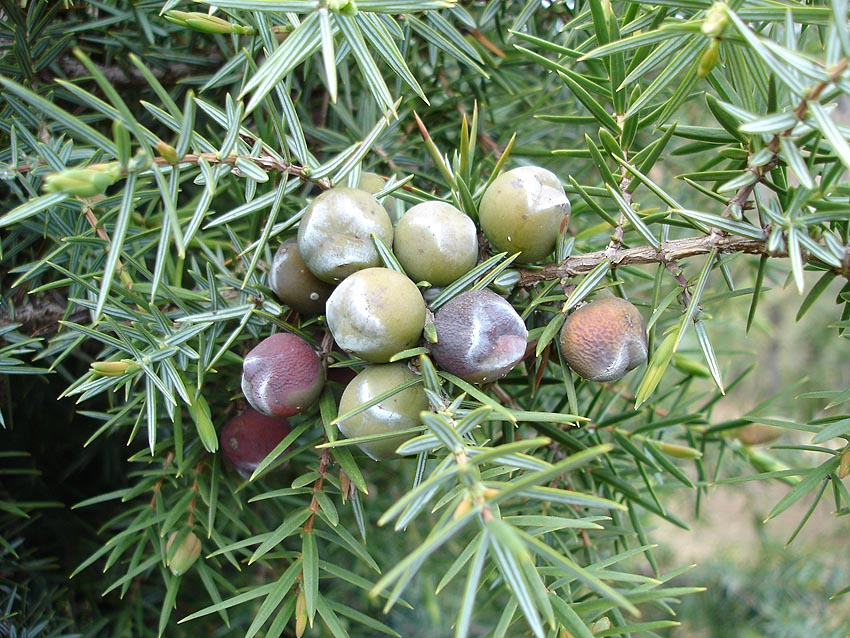
Genévrier cade
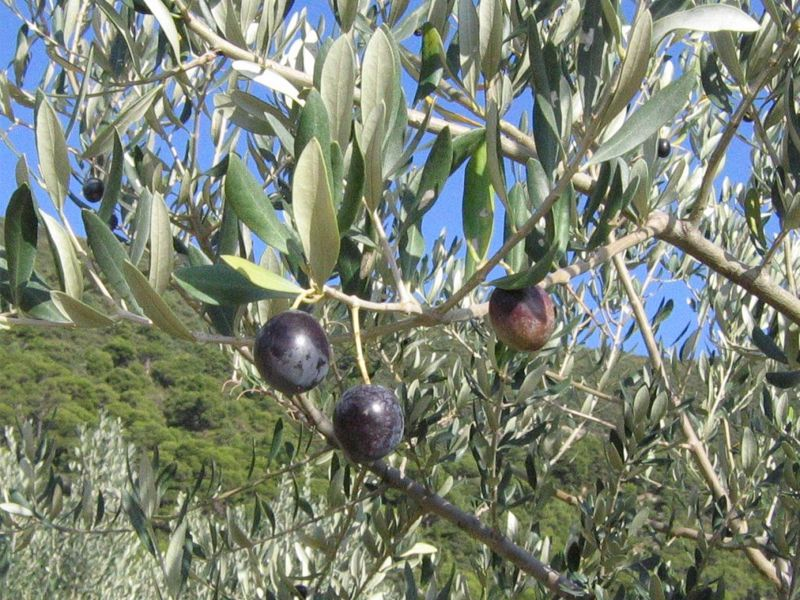
Olivier

### Buissons

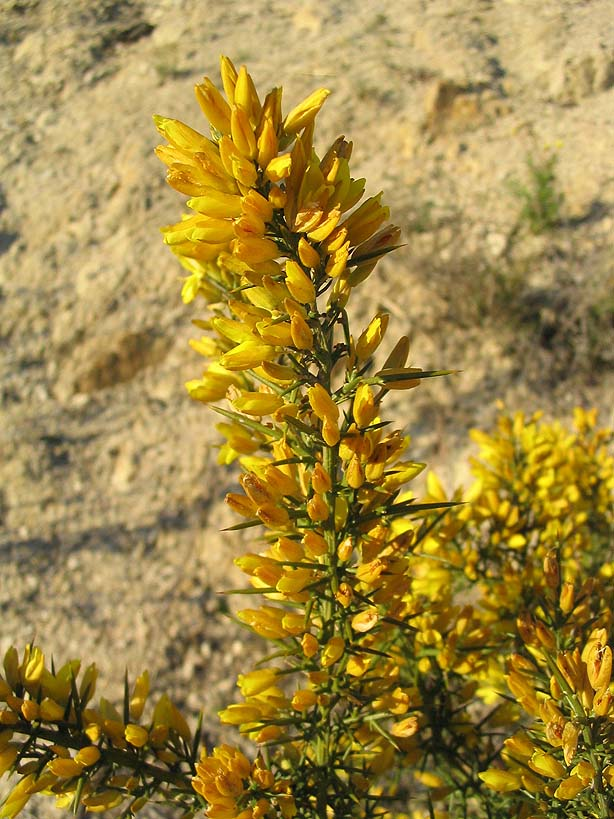
Ajonc de Provence
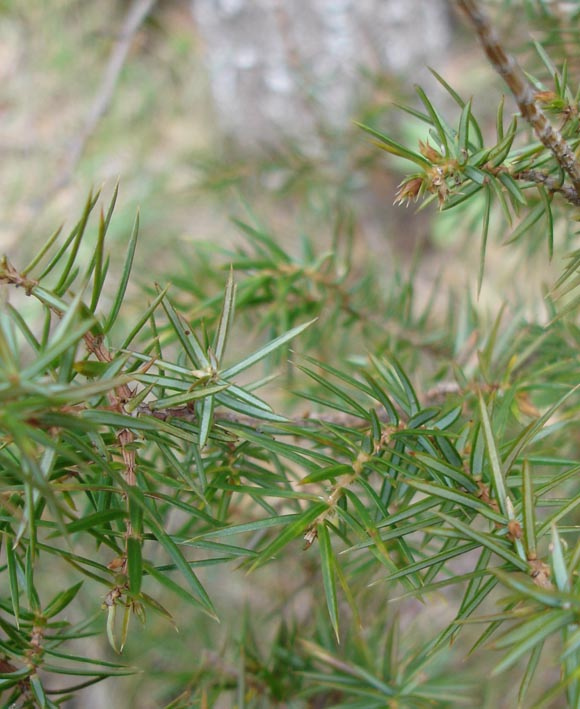
Genévrier commun
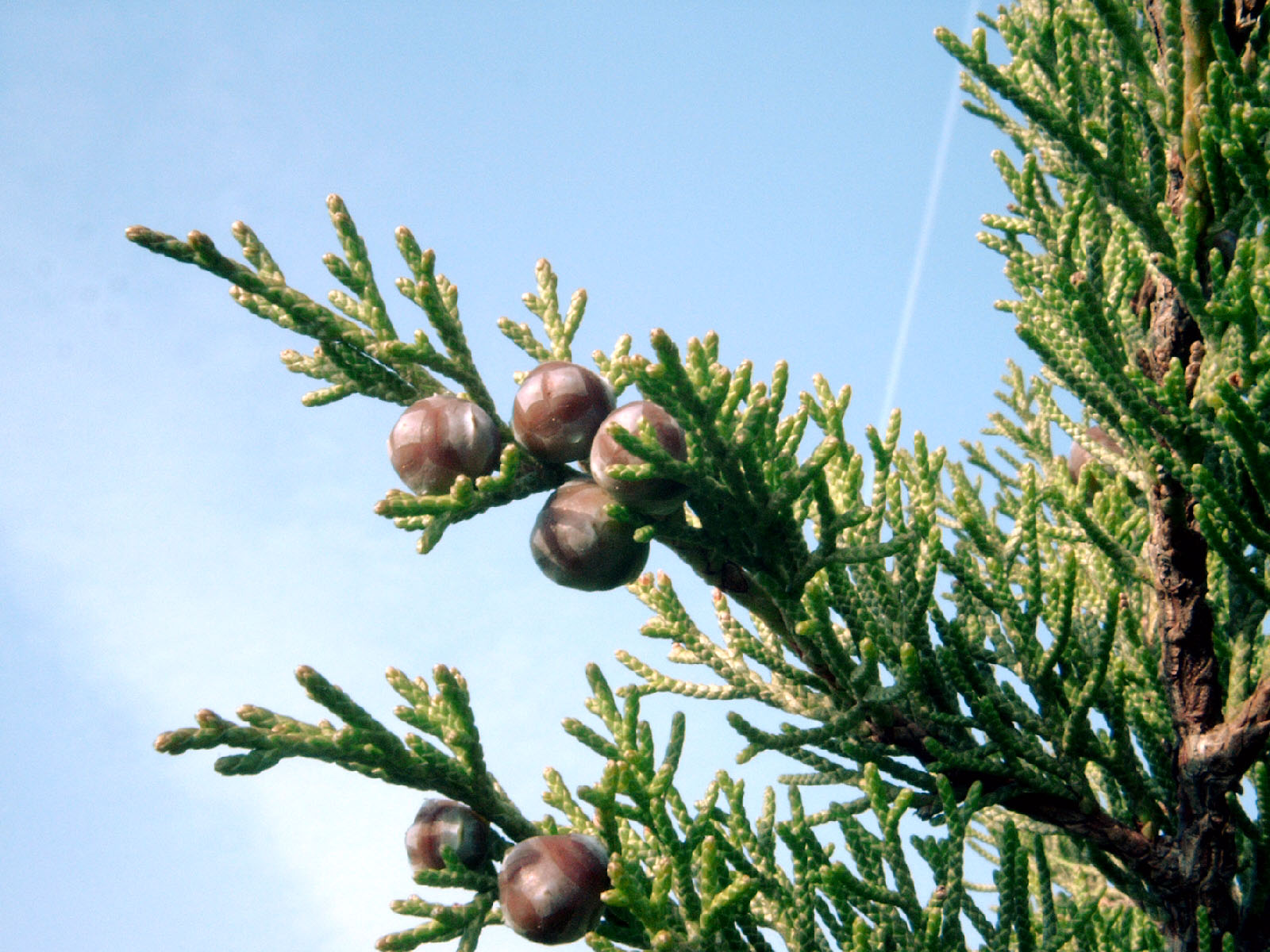
Genévrier de Phénicie
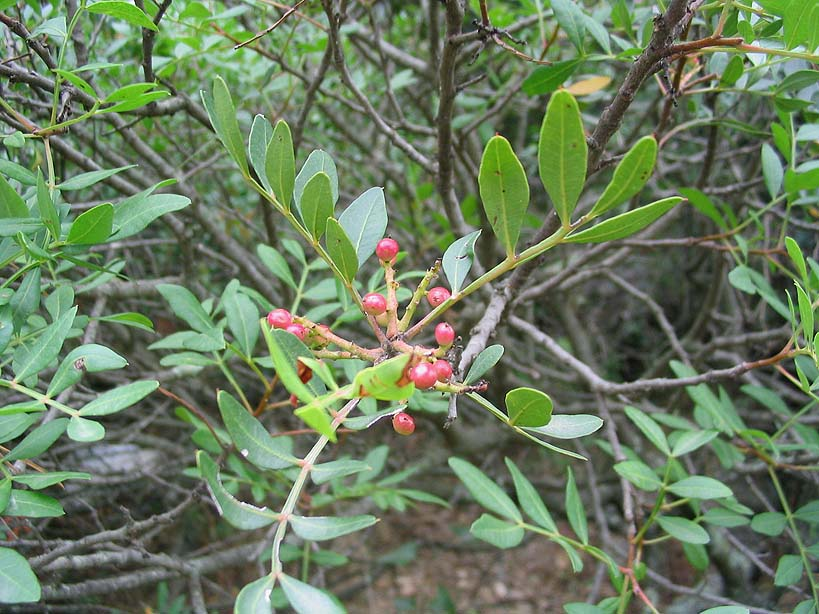
Pistachier lentisque
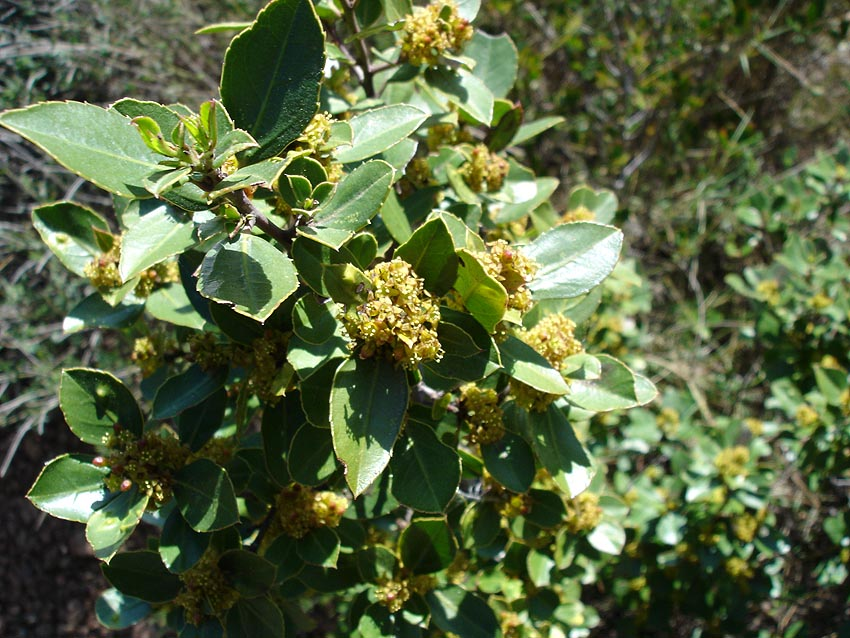
Nerprun alaterne
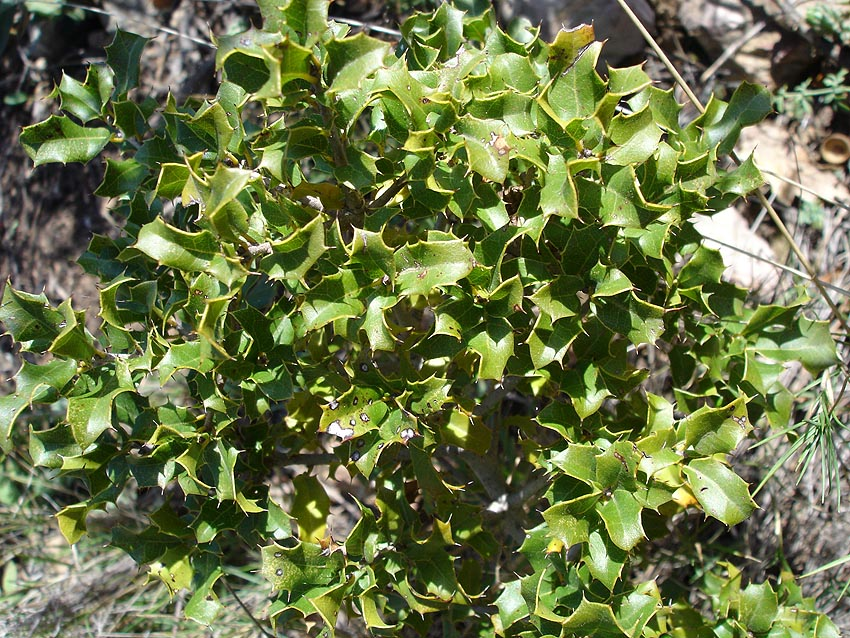
Chêne kermès
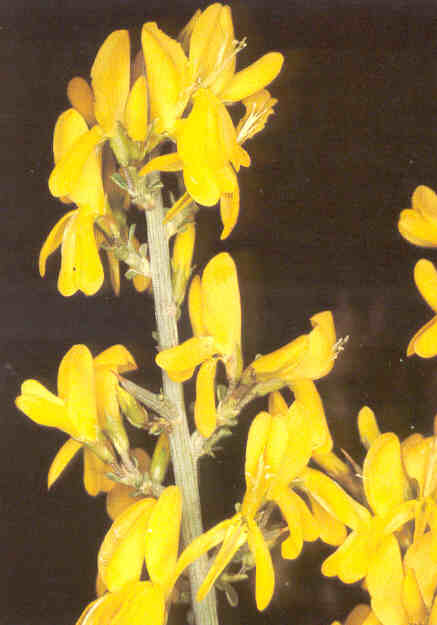
Genêt scorpion ou genêt épineux
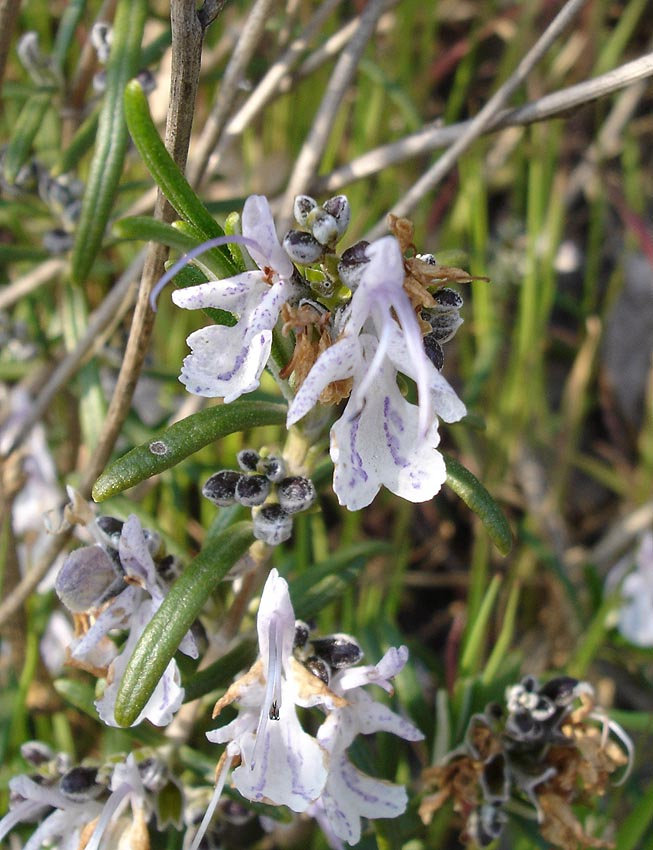
Romarin
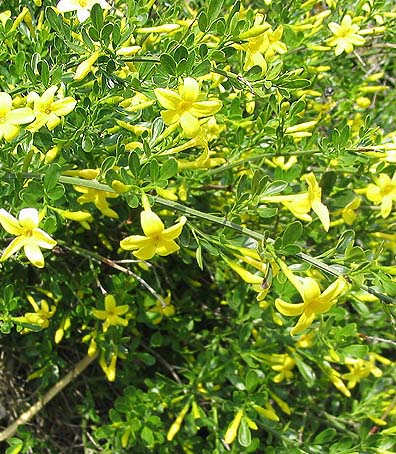
Jasmin ligneux
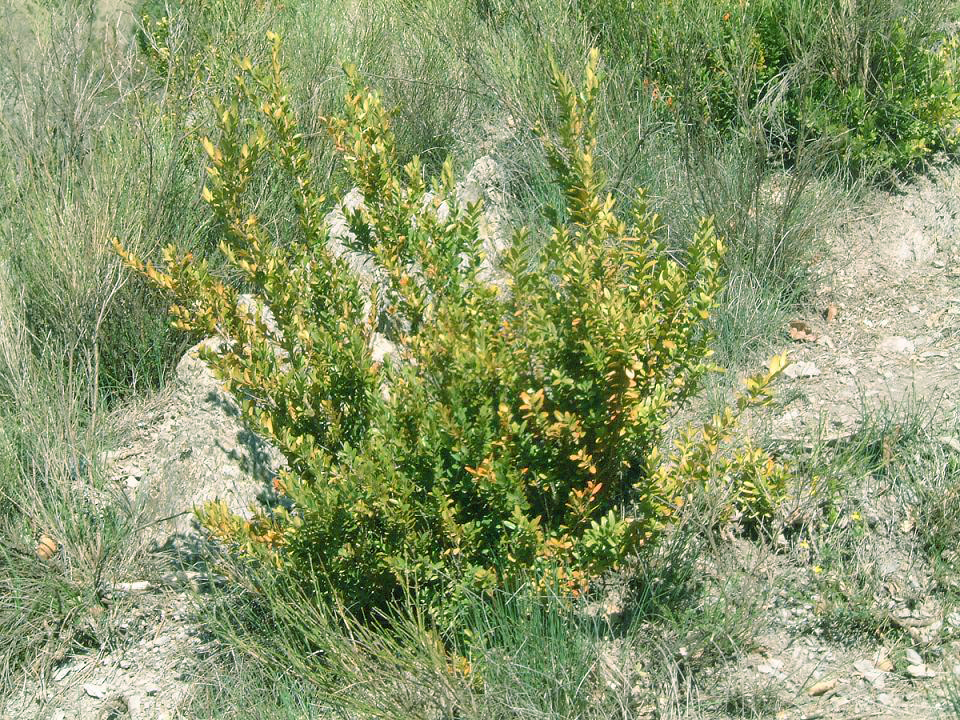
Le buis
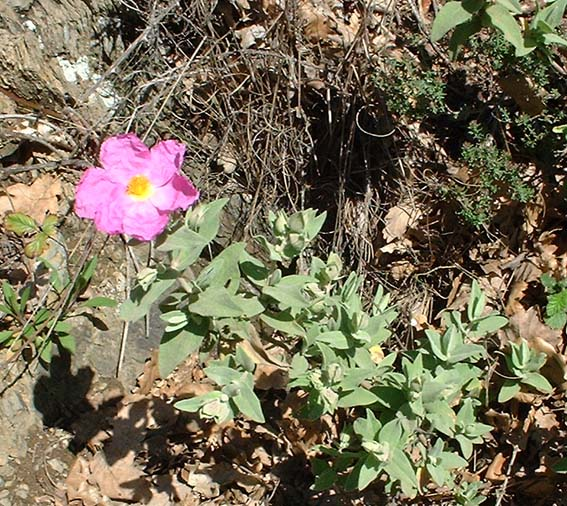
Ciste cotonneux
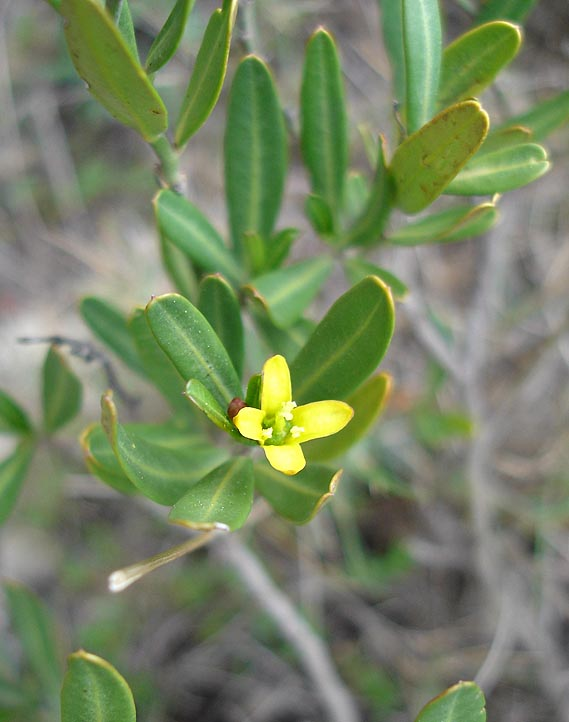
Camélée
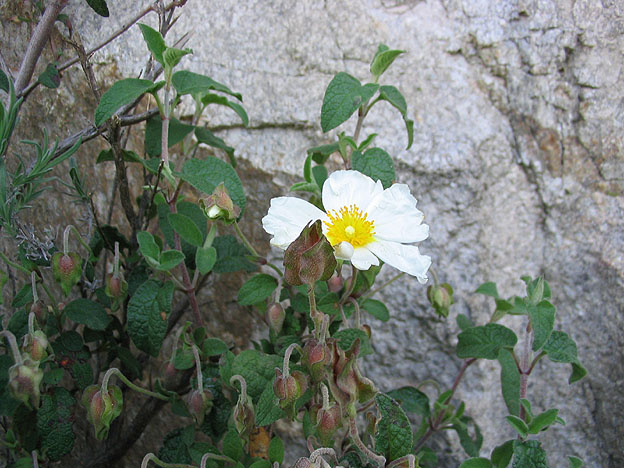
Ciste à feuille de sauge

### Plantes herbacées

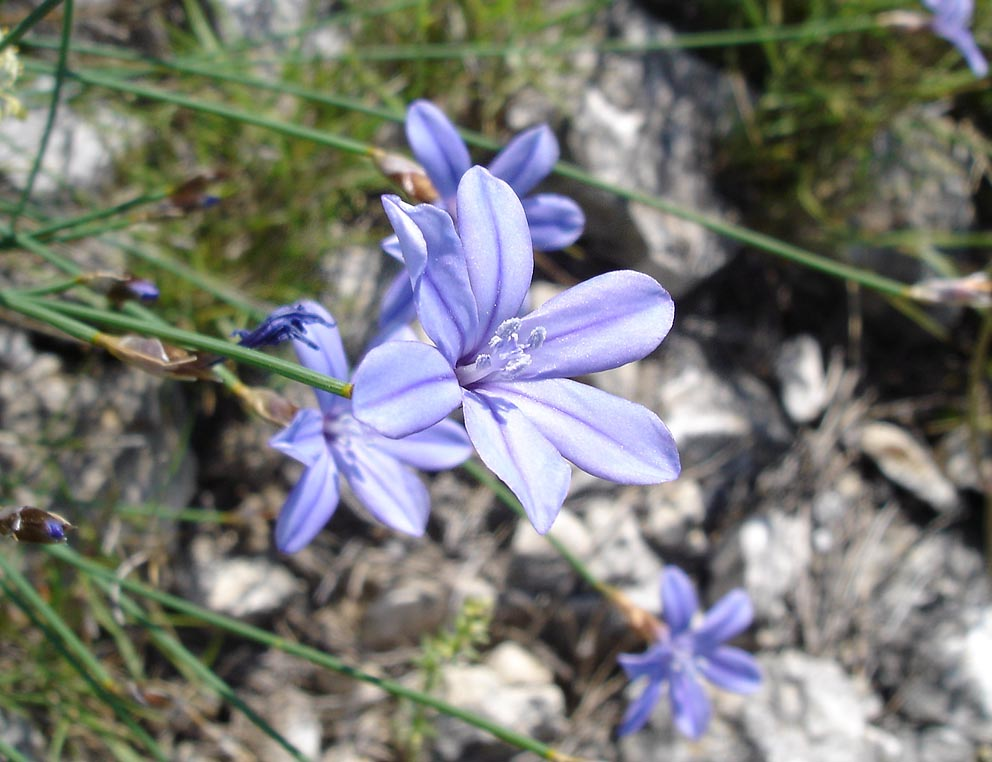
Aphyllanthe de Montpellier
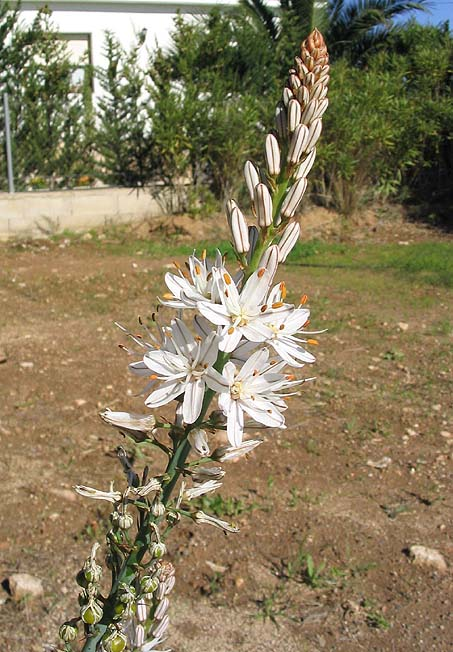
Asphodèle
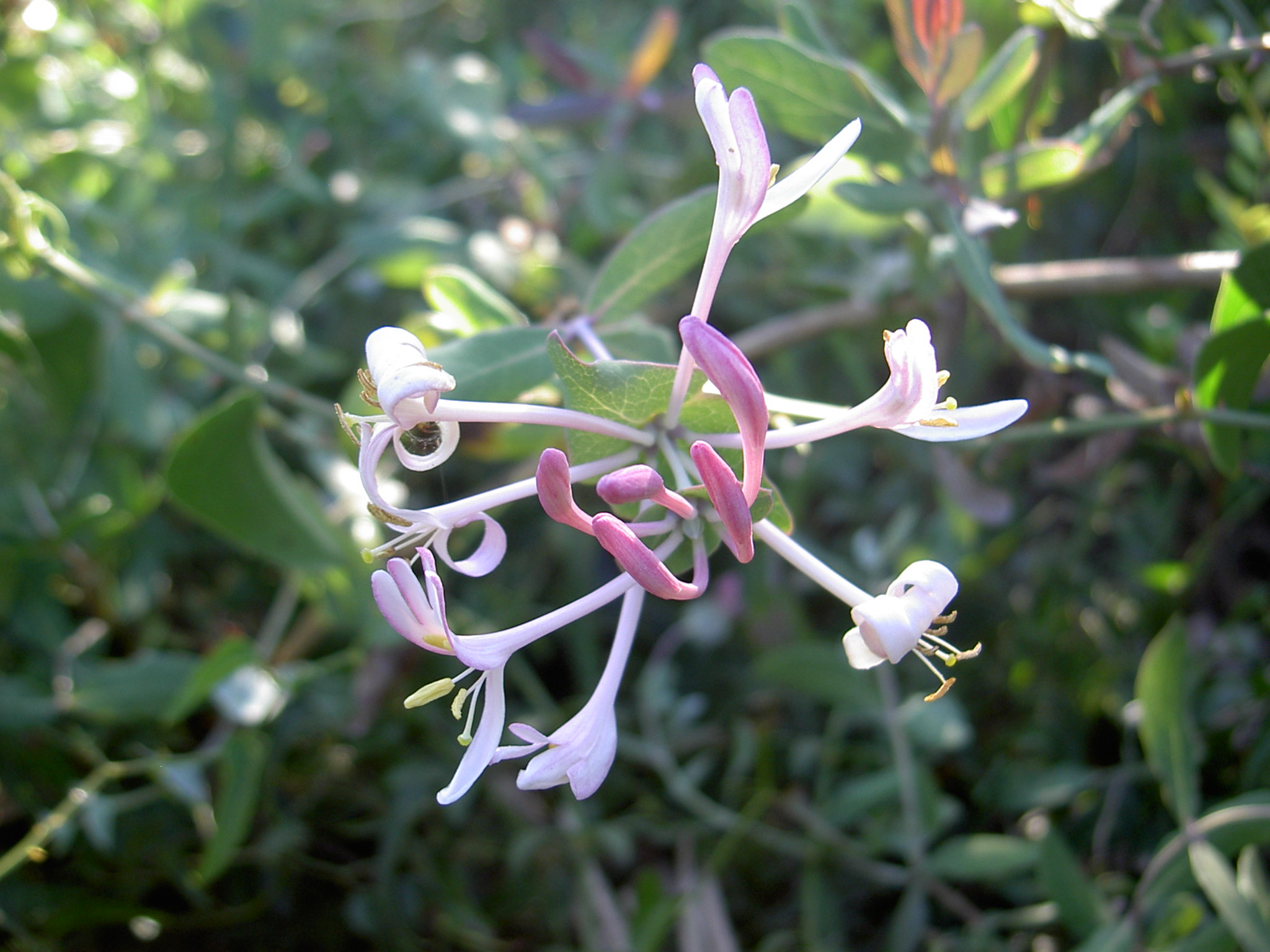
Chèvrefeuille
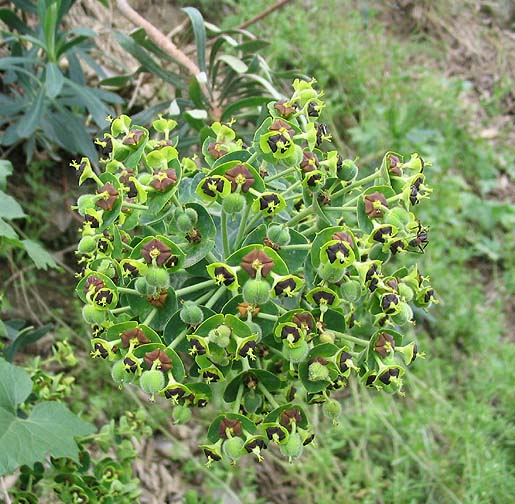
Euphorbe
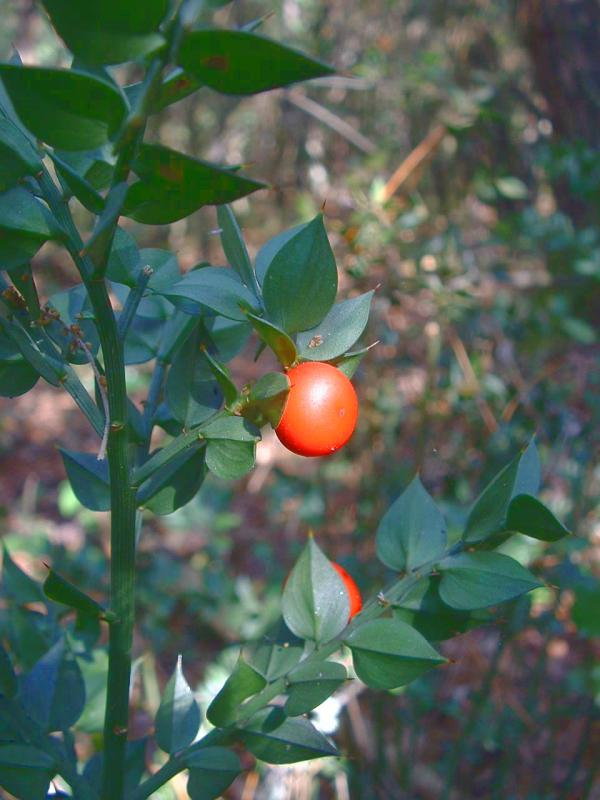
Fragon
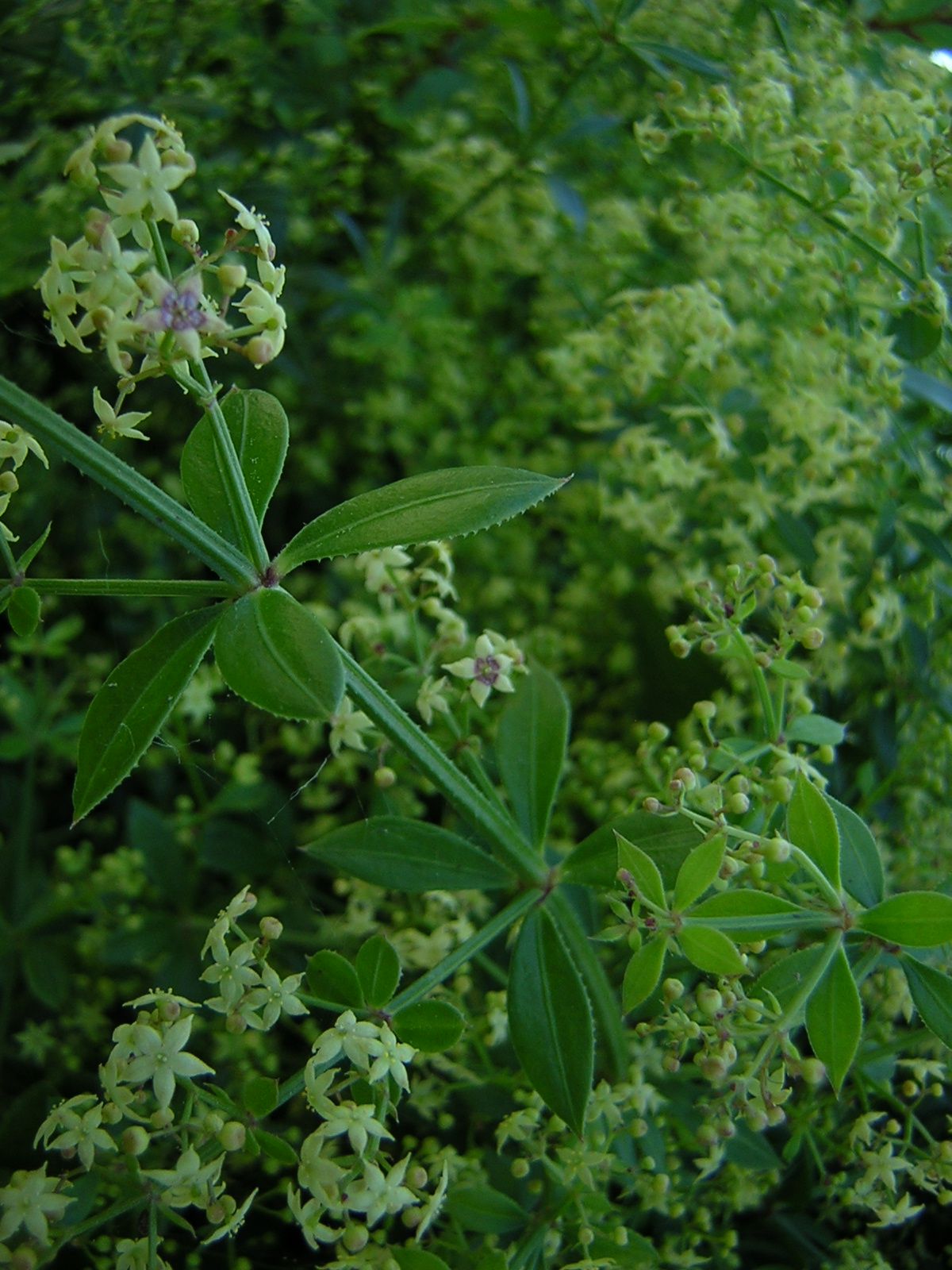
Garance voyageuse
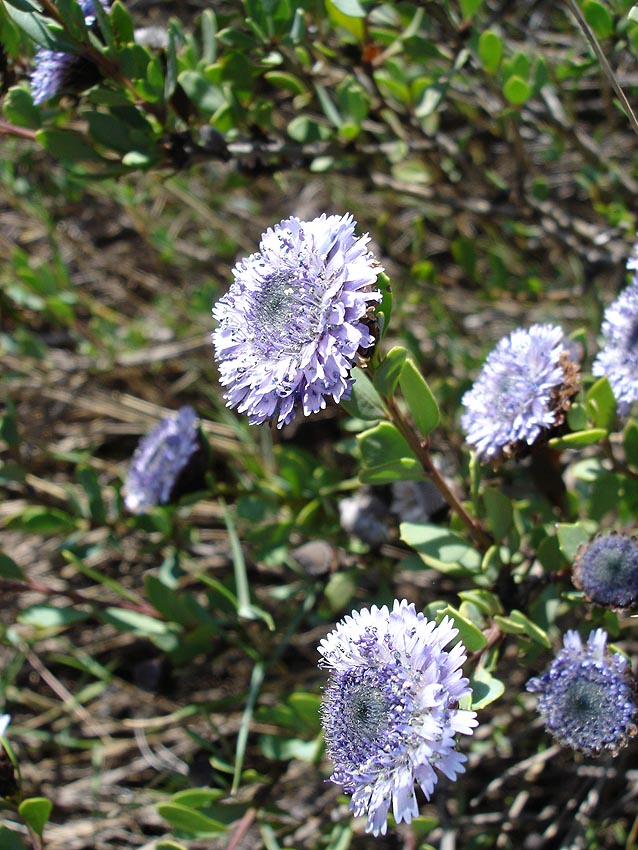
Globulaire buissonnante
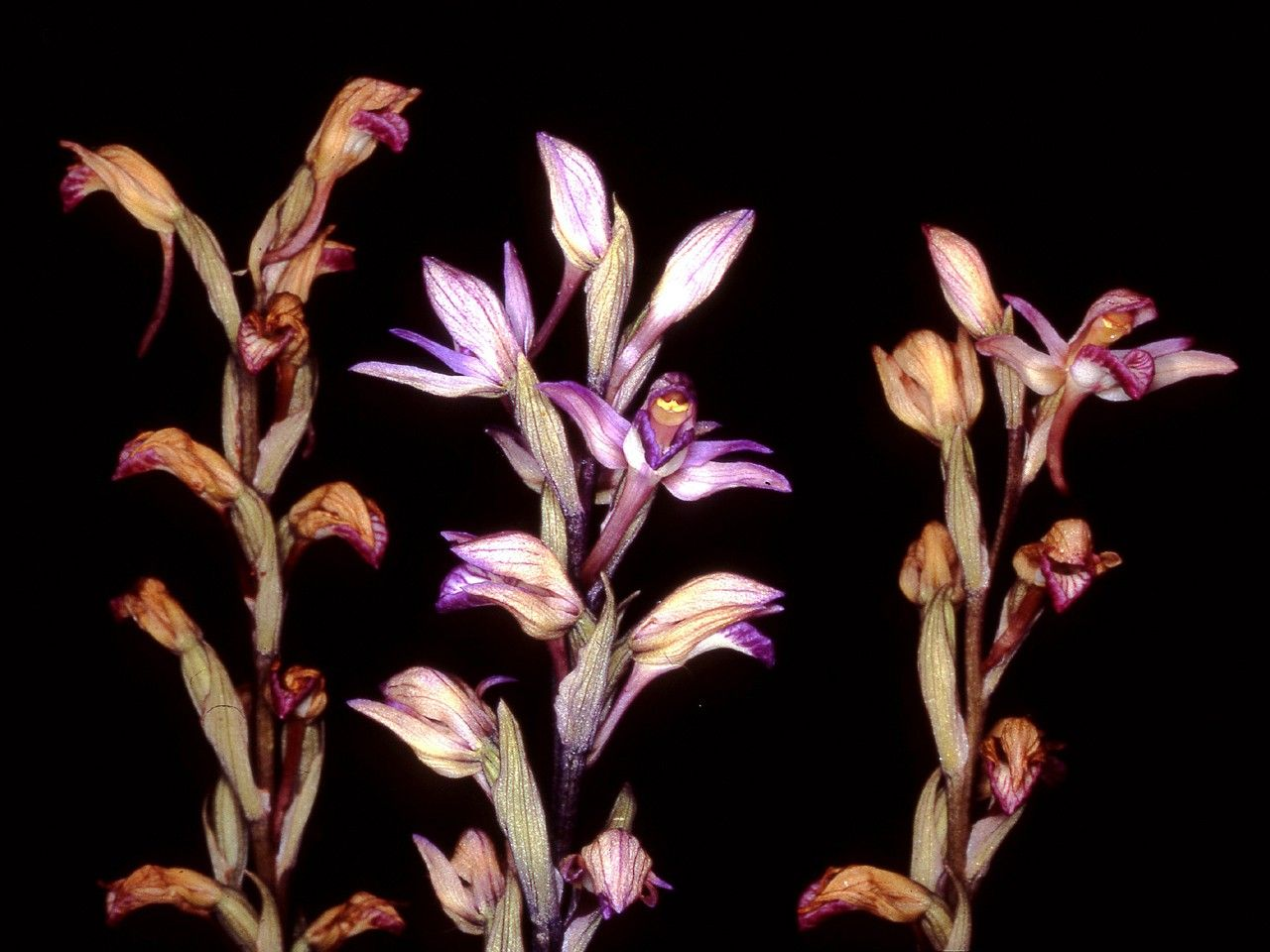
Limodore à feuilles avortées
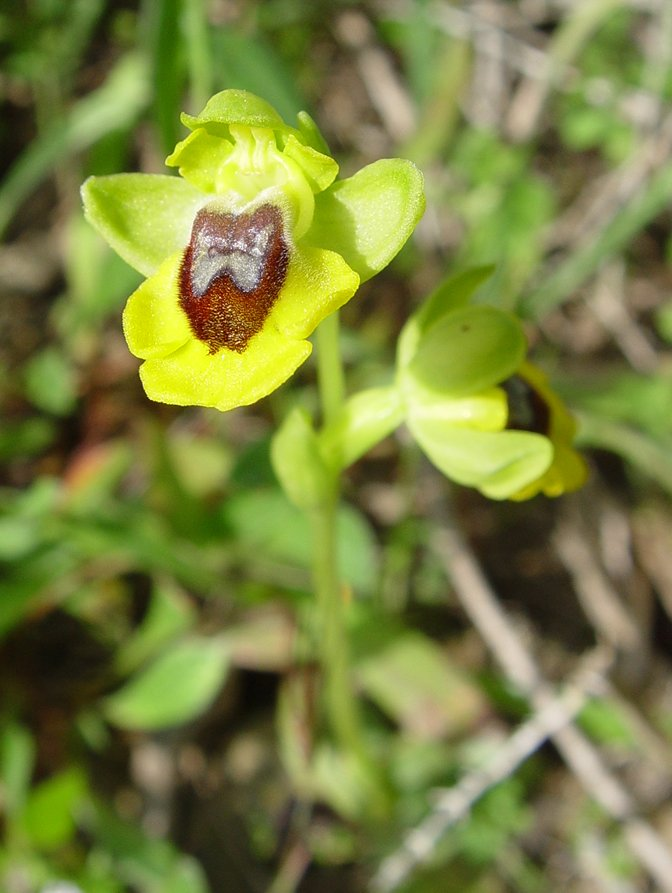
Ophrys jaune
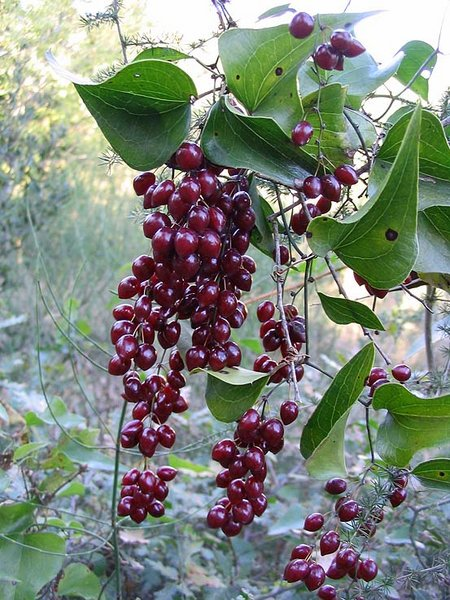
Salsepareille
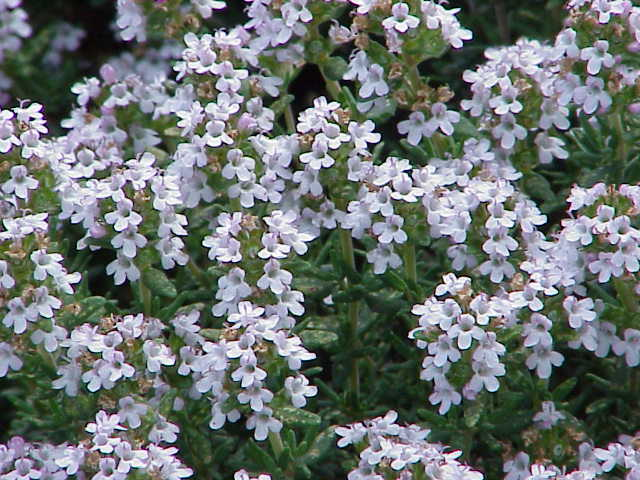
Thym

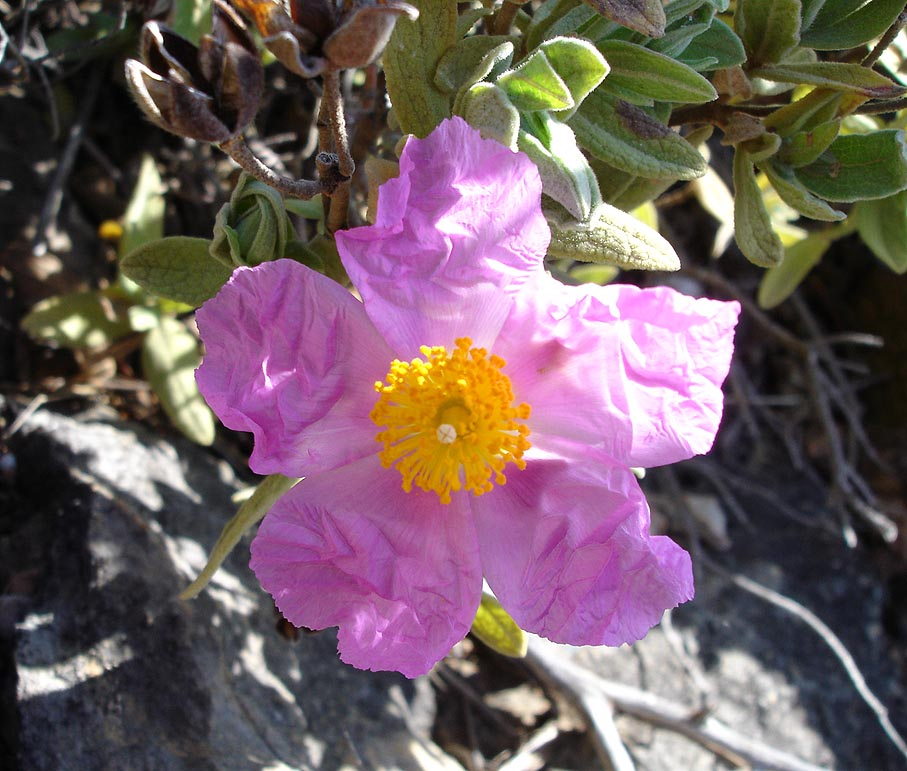
Ciste cotonneux.

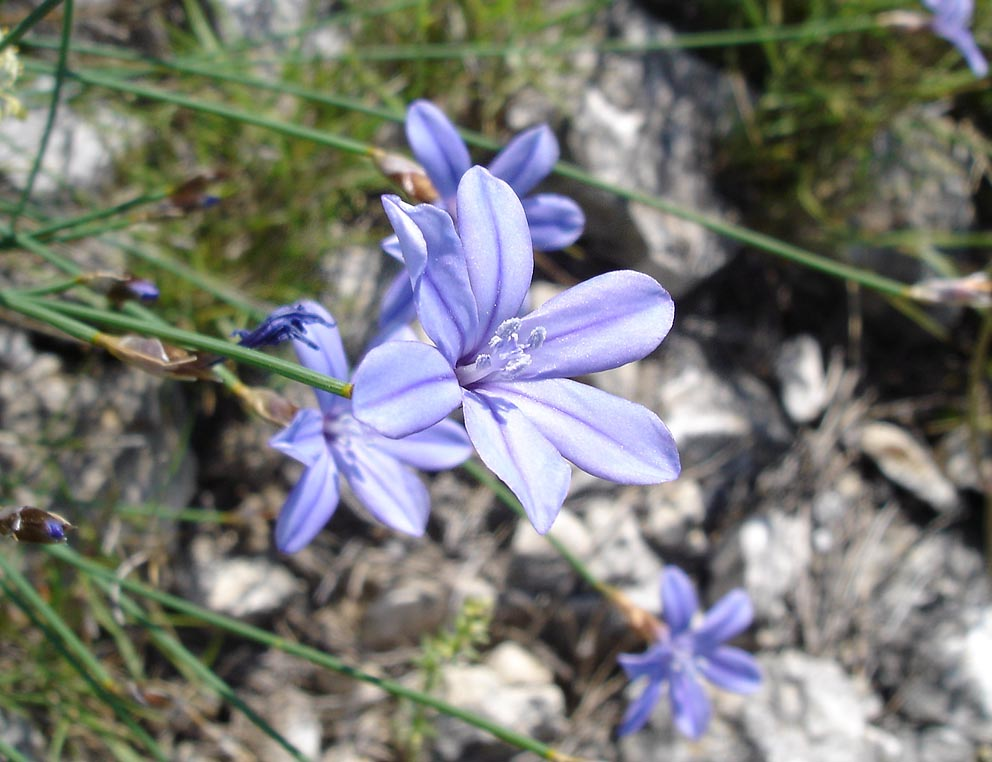
Aphyllanthe de Montpellier.

Parmi les plantes caractéristiques de la garrigue, on trouve :
- l'aphyllanthe de Montpellier (Aphyllanthes monspeliensis)
- l'asphodèle (Asphodelus),
- l'ajonc de provence (Ulex parviflorus Pourr.),
- la camélée (Cneorum tricoccon),
- le chêne kermès (Quercus coccifera),
- le chêne vert ou yeuse (Quercus ilex),
- le chèvrefeuille, étrusque (Lonicera etrusca) ou entrelacé (Lonicera implexa),
- le ciste cotonneux (Cistus albidus),
- la filaire à feuille étroite (Phillyrea angustifolia),
- la filaire à feuille large (Phillyrea latifolia),
- le genévrier cade ou oxycèdre (Juniperus oxycedrus),
- le genévrier de Phénicie (Juniperus phoenicea),
- le genêt scorpion ou genêt épineux (Genista scorpius),
- le lentisque ou pistachier lentisque (Pistacia lentiscus),
- l'iris des garrigues (Iris lutescens)
- le nerprun alaterne (Rhamnus alaternus),
- l'oléastre (Olea sylvestris) ou olivier sauvage,
- l'ornithogale en ombelle (Ornithogalum umbellatum),
- le pin d'Alep (Pinus halepensis)
- le pistachier térébinthe (Pistacia terebinthus),
- le romarin (Rosmarinus officinalis),
- la salsepareille (Smilax aspera),
- le thym (Thymus vulgaris),

## Espèces animales

### Vertébrés
Quelques espèces :
- Busard cendré
- Couleuvre de Montpellier
- Lézard ocellé
- Lièvre d'Europe

### Invertébrés
La garrigue est habitée par une foule d'invertébrés : vers, mollusques, arachnides, myriapodes, insectes (voir liens externes).